# Dodleston

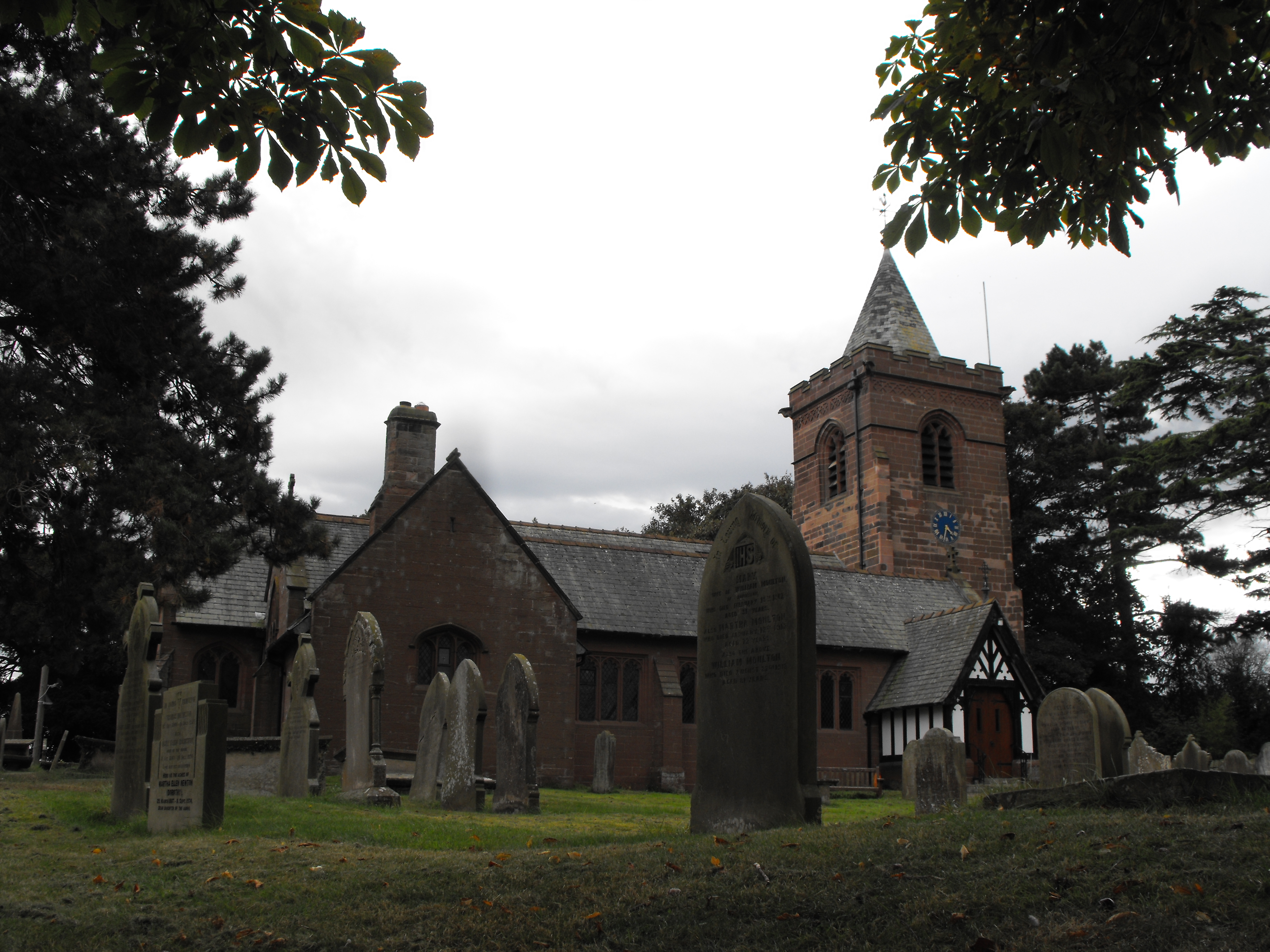
L'église Sainte-Marie, à Dodleston.

Dodleston est un village et une civil parish (paroisse civile) située dans l'autorité unitaire de Cheshire West and Chester, dans le comté traditionnel de Cheshire, à la frontière entre l'Angleterre et le Pays de Galles. Au recensement de 2001, le village comptait 777 habitants. La paroisse civile comprend les restes d'une motte castrale.